# Bahnhof Bleialf

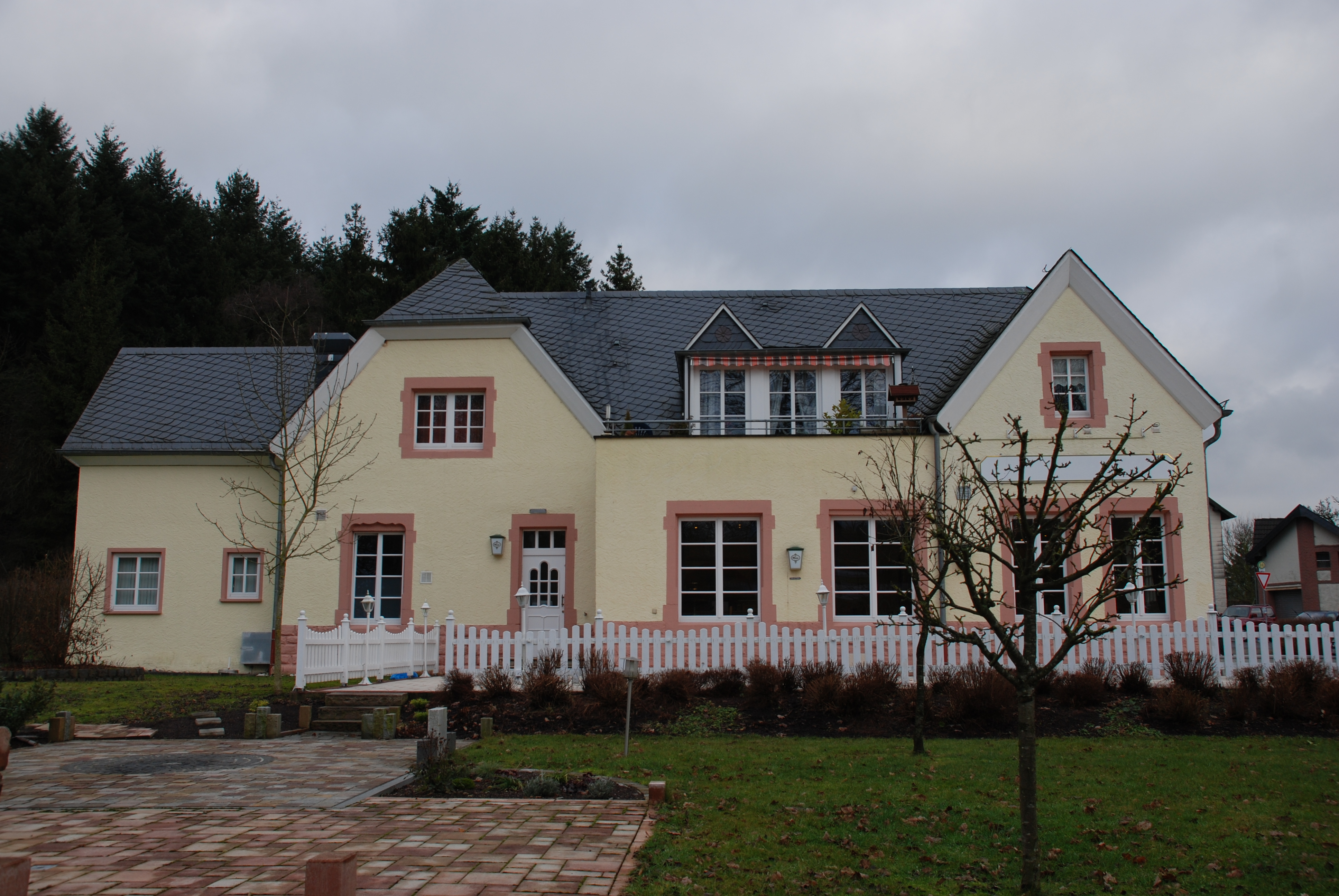
Alter Bahnhof Bleialf

Der Bahnhof Bleialf ist ein ehemaliger Bahnhof in Bleialf in der Schneifel im Eifelkreis Bitburg-Prüm in Rheinland-Pfalz. Die Station liegt unweit der belgischen Grenze und war in der Zeit zwischen den beiden Weltkriegen Grenzbahnhof zu Belgien. Der Personenverkehr in Bleialf wurde 1965, der Güterverkehr 1987 eingestellt und die Strecke demontiert. Im Bahnhofsgebäude befindet sich heute ein Restaurant.

## Lage
Der Bahnhof liegt in der Bahnhofstraße 52 in Bleialf, einer Ortsgemeinde, die zur Verbandsgemeinde Prüm gehört. Die Station befindet sich etwa einen Kilometer südwestlich vom Ortszentrum, um sie herum entstand der Ortsteil Bahnhof Bleialf. Sie liegt am Kilometer 43,2 (gezählt von Gerolstein) der Westeifelbahn.
Der Eifel-Ardennen-Radweg verläuft direkt auf der Bahntrasse am alten Bahnhof. Der Bleialfer Tunnel befindet sich ca. 200 Meter entfernt.

## Geschichte
Der Bahnhof diente dem Eisenbahnverkehr an der Strecke St. Vith–Bleialf–Prüm. Begonnen hatte der Schienenverkehr im Bahnhof Bleialf am 1. Oktober 1886, als die Strecke zwischen Prüm und Bleialf in Betrieb ging. Zum 1. Oktober 1888 wurde die Strecke nach St. Vith verlängert.
1914, unmittelbar vor dem Ersten Weltkrieg, wurde der Bahnhof von vier Personenzugpaaren täglich bedient. Als Folge des Versailler Vertrags wurde das Gebiet um St. Vith Belgien angegliedert. Bleialf wurde zum Grenzbahnhof, im Bahnhof wurde ein Zollamt eingerichtet. 1925 wurde im zwischen Bleialf und der Grenze gelegenen Ort Ihren ein Bahnhof gebaut. Die Zollabfertigung verblieb im Bahnhof Bleialf.
1940 wurde das Gebiet um St. Vith dem Deutschen Reich einverleibt. Gegen Ende des Zweiten Weltkriegs wurde die Strecke stark zerstört. Am 10. September 1944 wurde deswegen der Betrieb zwischen Pronsfeld und St. Vith eingestellt. Im Bahnhof Bleialf war das Empfangsgebäude durch Artilleriebeschuss beschädigt worden, ein Stellwerk wurde völlig zerstört.
Die Strecke von Pronsfeld nach Bleialf ging erst 1949 wieder in Betrieb. Von St. Vith aus, was wieder zu Belgien gekommen war, war die Strecke bereits am 8. Oktober 1945 wieder für den Güterverkehr eröffnet worden, bereits im März 1945 war sie von der US-Army für militärische Zwecke instand gesetzt worden. Vom Bahnhof Bleialf wurde Holz aus der Schneifel als Reparationsleistung nach Belgien transportiert. Der grenzüberschreitende Personenverkehr wurde nicht mehr wieder aufgenommen und die Strecke Mitte der 1950er Jahre auf belgischem Gebiet abgebaut. Gut einen Kilometer westlich des weiterhin bestehenden Bahnhofs Ihren wurde unmittelbar an der Grenze ein neuer Haltepunkt Ihren Grenze eingerichtet. Da weder dort noch im Bahnhof Ihren eine Umsetzmöglichkeit für Lokomotiven bestand, mussten die Züge von Ihren nach Bleialf zurücksetzen, um die Lokomotive dort an das andere Zugende zu bringen. Im Personenverkehr kamen vor allem Triebwagen zum Einsatz.
Der letzte Betriebseisenbahner auf dem Bahnhof Bleialf wurde zum 1. Dezember 1961 abgezogen. Der gesamte Verkehr zwischen Bleialf und Ihren endete zum 31. Dezember 1965, die Strecke wurde in der Folge abgebaut, gleichzeitig wurde auch der Personenverkehr zwischen Bleialf und Prüm eingestellt.
Bereits 1971 war die Einstellung des Güterverkehrs nach Bleialf genehmigt worden, tatsächlich wurde der Güterverkehr erst im Mai 1987 eingestellt und die Strecke wenige Monate später abgebaut. Das alte Bahnhofsgebäude und zwei benachbarte Wohnhäuser wurde an private Eigentümer verkauft.

## Gebäude
Nachdem sich das Bahnhofsgebäude einige Zeit in Privatbesitz befunden hatte, stand es in der Folge mehrere Jahre leer. Das Gebäude wurde aufwendig restauriert und umgebaut. Die alten Strukturen sind nach der Renovierung erhalten geblieben. Im Untergeschoss befindet sich das Restaurant Weltenbummler, in der oberen Etage zwei Wohnungen. In der Datenbank der Kulturgüter
in der Region Trier ist das Gebäude in der Kategorie Bau- und Kunstdenkmale / Technische Bauten und Industrieanlagen / Eisenbahnverkehr als Bauwerk aus der Epoche des Historismus und des Jugendstils enthalten, in der Denkmalliste des Landkreises ist es (Stand Februar 2021) jedoch nicht aufgeführt.